# Cyanallagma angelae
Cyanallagma angelae – gatunek ważki z rodziny łątkowatych (Coenagrionidae).